# الرجل النملة (سكوت لانج)
الرجل النملة (سكوت لانج) هو شخصية خيالية في مارفل كومكس من ابتكار بوب لايتون وجون بيرن.ظهرت الشخصية لأول مرة في أبريل 1979.